# Piesmatidae
Famille
Synonymes
- Zosmenidae Dohrn, 1859[1]
- Zosmeridae Dohrn, 1859[1]

Les Piesmatidae sont une famille d'insectes hétéroptères (punaises). Pour certains auteurs, elle appartient à une super-famille à part, les Piesmatoidea, alors que pour d'autres, elle fait plutôt partie de la super-famille des Lygaeoidea.

## Description
Souvent gris, jaune ou brun avec la surface tugueuse et aréolée, ressemblant aux Tingidae. Les ocelles sont présents chez les macroptères, faiblement développés et peu visibles chez les brachyptères. Il existe un polymorphisme alaire mais les hémélytres couvrent toujours l’abdomen : les macroptères dépassent l’abdomen et la membrane est bien développée ; les submarcroptères atteignent le bout de l’abdomen avec la membrane réduite ; les sub-brachyptères ont la membrane limitée à une simple lisière ; les brachyptères n’ont plus de membranes. Les ailes postérieures sont affectées par le brachypterisme , pouvant disparaître complètement, sauf chez les mâles qui gardent la nervure cubitale, utile à la stridulation. Les Piesmatidae ont le corps recouvert de soies cireuses ou en forme d'écailles et se reconnaissent à leurs antennes à 4 articles, aux jugas allongés, dépassant le clypéus, mais étroits (à la différence des Thaumastocoridae, aux jugas élargis). La marge du pronotum est carénée. Chez les Piesmatinae (l'une des sous-familles), le pronotum et les hémélytres sont aréolés, leur donnant une allure de Tingidae, mais, au contraire de ces derniers, ils ont des ocelles, et le pronotum ne recouvre pas le scutellum. Chez les Psamminae, qui n'ont pas d'ocelles, les hémélytres ressemblent à des élytres de coléoptères: très convexes, couvrant tout l'abdomen (le clavus et la corie sont indiscernables), et jointes au milieu, sans membrane (ni ailes postérieure). Les tarses ont 2 articles. Les hémélytres sont ponctuées. Les trichobothries abdominales ne sont présentes que sur les 5e et 6e sternites, ou complètement absentes. Ces punaises mesurent de 2 à 5 mm,,. En France, elles mesurent au maximum 3,4 mm.

## Répartition et habitat
Les Piesmatidae sont rares mais cosmopolites, c'est-à-dire répartis dans toutes les zones biogéographiques, principalement tropicales. Piesma et Parapiesma sont holarctique, le premier également afrotropical, ainsi qu'Afropiesma. Les Psamminae se rencontrent en Afrique et en Inde. Mcateella est endémique d'Australie, Miespa du Chili, et Thaicoris de Thaïlande.
Les espèces sont majoritairement xérophiles ou halophiles. Elles aiment notamment les milieux sableux bien exposés. Les Psamminae vivent au sol, dans les régions sèches. Les Piesmatinae vivent sur les plantes. Piesma maculatum est mentionné de sols remués sur lesquels apparaissent les plantes hôtes. Piesma quadratum est mentionnée comme halophile.

## Biologie

### Cycle de vie
Les œufs sont plutôt fusiformes. Les pontes ont lieu quelques jours après l’accouplement, une oviposition dure 5 min. Les œufs sont fixés par la face dorsale sur les plantes-hôtes ou les tiges sèches à proximité. Le développement embryonnaire dépend de la température et dure en moyenne 2-3 semaines. L’éclosion dure entre 30 min et 6h et a besoin d’un certain degré d’humidité. 5 mues sont nécessaires pour atteindre le stade adulte. Le développement complet dure 40 jours en moyenne. Les juvéniles sont verdâtres uniformes ou avec des taches noires. Les jeunes larves s’alimentent très rapidement, parfois 10min après l’éclosion. 24h avant chaque mue le juvénile arrête de s’alimenter et remange 10 à 12h après la mue. Une mue dure entre 30 min et 3h. Après la mue imaginale, les hémélytres se déploient et se rigidifient en 2h. Le jeune imago blanchâtre va mettre 8 à 9 jours à avoir ses couleurs définitives.
En France, les accouplements et pontes ont lieu au printemps. Les espèces font généralement 2 générations par an.

### Reproduction
Les mâles stridulent de manière brève et régulière pour attirer les femelles. Parapiesma quadratum stridule à 9 émissions par seconde, de manière plus ou moins continue, créant des rassemblements de population. Le mâle se rapproche de la femelle en agitant ses antennes de haut en bas, jusqu’à toucher celles de la femelle. Il se place à côté d’elle puis la chevauche pour l’accouplement. Toute cette phase dure 30s à 5 min. La femelle continue de se nourrir et se déplacer, l'accouplement dure 1 à 6 h. Après l’accouplement, le mâle reste souvent sur la femelle toute la journée.

### Alimentation
Ces punaises sont phytophages (se nourrissent sur des plantes), inféodés à peu de familles végétales. Les Piesma et Parapiesma se nourrissent de Chenopodiaceae et de Caryophyllaceae, les Mcateella se reproduisent sur des Cupressaceae, des Mimosaceae, des Proteaceae et des Myrtaceae et Fabaceae (Acacia).
Un individu cherche le lieu le plus propice pour se nourrir en touchant par ses antennes et son rostre. Une piqûre dure entre 10 min et 6h, avec une moyenne de 2-3h. Son stylet s’enfonce entre les cellules végétales, de manière plus ou moins sinueuse, prouvant un contrôle directionnel. C’est ce qui différencie les Piesmatidae de tous les autres Hétéroptères phytophages européens.

## Importance économique
Du fait de leurs piqûres entre les cellules végétales, directement dans la sève qui circule, les Piesmatidae sont les seules punaises Européennes à pouvoir transmettre des maladies virales diffusées par la circulation de la sève. En piquant les tissus de la plante, elles occasionnent ainsi des dégâts aux cultures,, notamment des betteraves sucrières en ce qui concerne Piesma cinereum (États-Unis), Piesma capitatum (Russie), et Piesma quadratum (en Allemagne). Piesma maculatum est également mentionnée mais dans une très moindre mesure.

## Systématique
La classification tant interne qu'externe de ce groupe reste très discutée. Au niveau interne, les Piesmatidae au sens restreint (correspondant à la sous-famille des Piesmatinae) ont d'abord été considérés comme des Tingidae (Cimicomorpha), auxquels ils ressemblent superficiellement. Puis Reuter, en 1910, en fait une famille à part entière. Tullgren, en 1918, puis Leston, Pendergast et Southwood, en 1954, les placent dans les Pentatomomorpha, ce qui est admis par les auteurs modernes. Dès Henry, en 1997, ils ont également compris une autre sous-famille, les Psamminae, originellement conçus comme une tribu des Geocorinae (Lygaeidae), puis une sous-famille de ces mêmes Lygaeidae,,. Pour certains, il faut encore leur ajouter la sous-famille monotypique des Thaicorinae, qui comprend la seule espèce Thaicoris sedlaceki Kormilev, 1969, classée par d'autres dans les Thaumastocoridae (Cimicomorpha, Miroidea).
Au sein des Pentatomomorpha, les Piesmatidae ont été placés soit dans une super-famille à part entière, les Piesmatoidea (Stys 1961, Kumar, 1968), soit, selon les études plus récentes, dans les Lygaeoidea (Henry, 1997, Cassis & Schuh, 2010, H. Li et al. 2005, Weirauch et al. 2019), dans un clade incluant aussi les Berytidae et les Malcidae.
Les Piesmatinae comprennent 3 genres (Piesma, séparé en Piesma au sens strict, Parapiesma et Afropiesma, à qui certains donnent un statut de genre, Mcateella et Miespa).   Les Psamminae comprennent 3 genres monotypiques, Psammium, Saxicoris et Sympeplus. Ainsi, au total, la famille comprend, selon les conceptions, de 6 à 9 genres, et environ 44 espèces. En France, la famille est représentée par 2 genres et 7 espèces.

Trois espèces fossiles ont été trouvées dans de l'ambre, en France et dans la Baltique, deux dans des genres éteints remontant jusqu'à l'Eocène (Yprésien, -56 à −48 millions d'années), et l'une dans le genre Piesma, dans de la lacustrine du Colorado, entre -37 et −34 millions d'années.

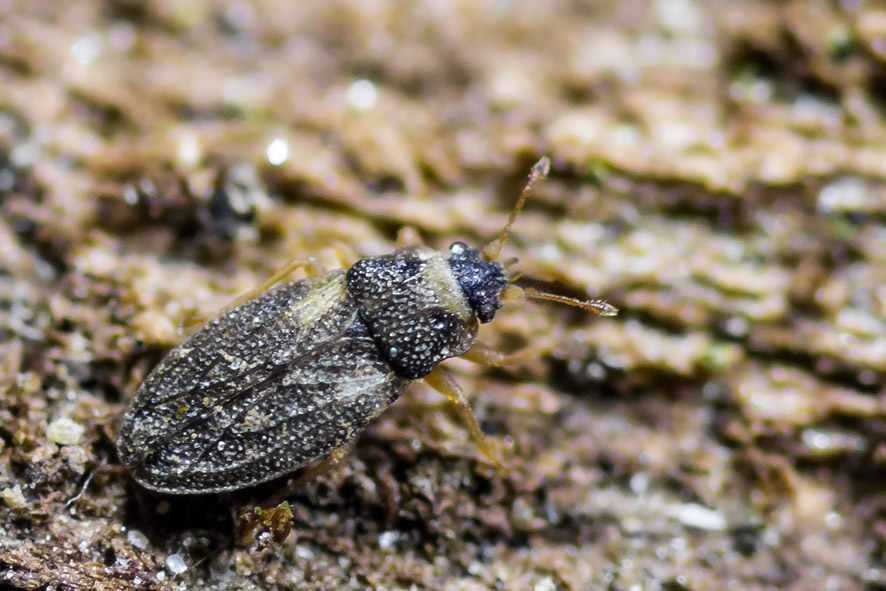
Piesma capitata (Piesmatinae) Finlande.
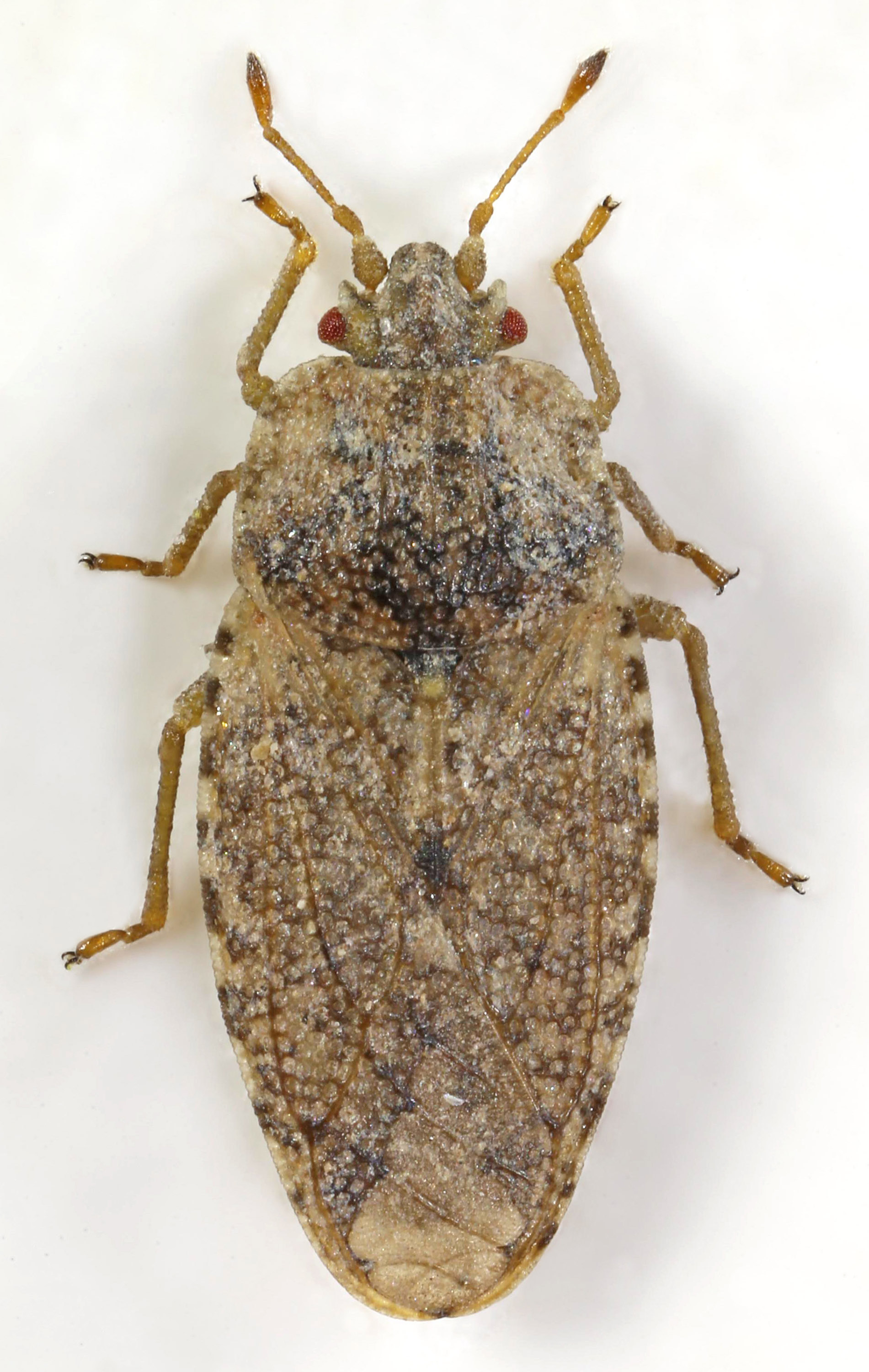
Parapiesma quadratum (Piesmatinae), Galles du Nord.
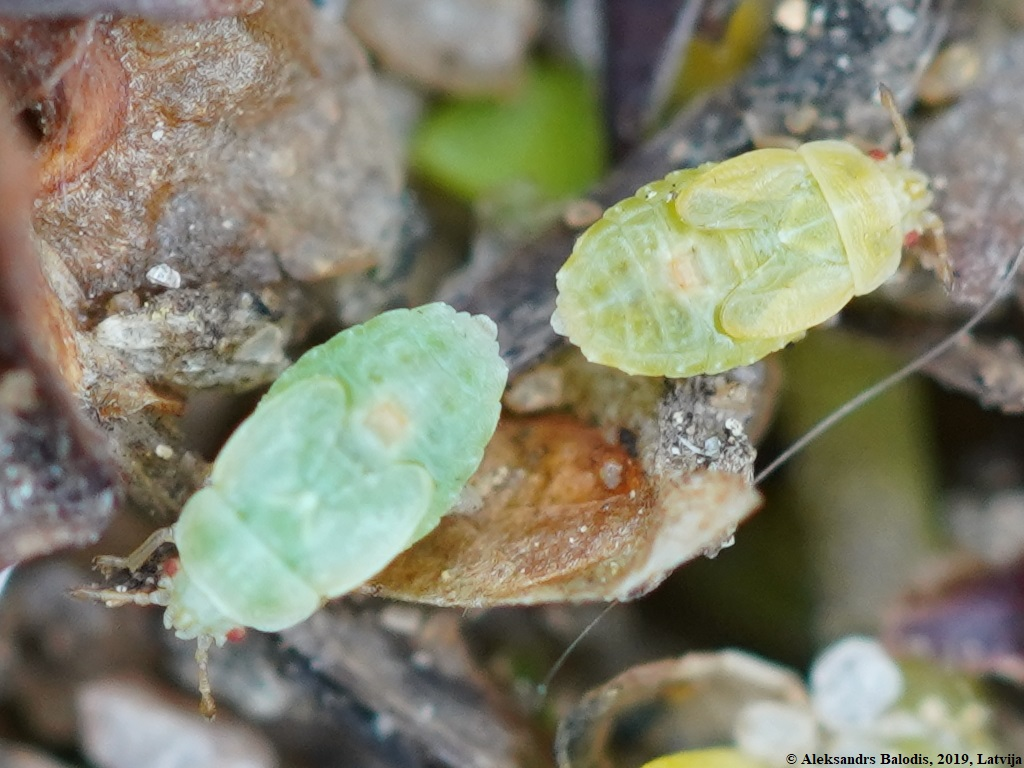
Parapiesma variabile (Piesmatinae), juvéniles stade V, Lettonie.
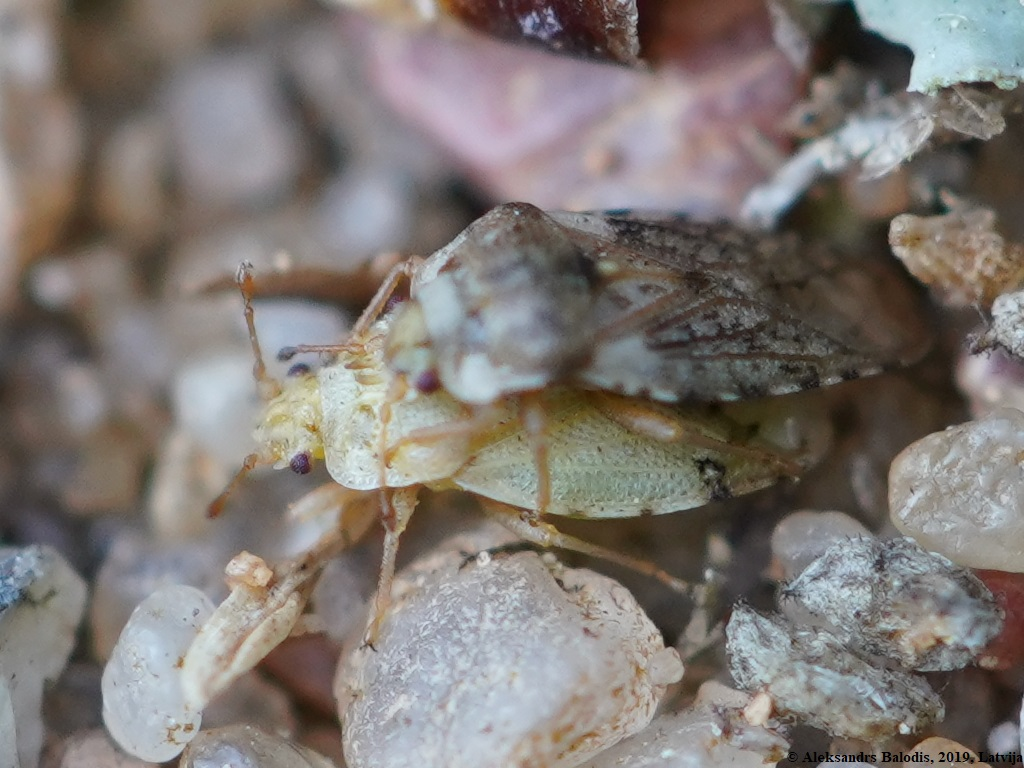
Parapiesma variabile, adultes, Lettonie.

### Liste des sous-familles et des genres
Selon BioLib (6 août 2022), complété de Lygaeoidea Species Files :
- sous-famille Piesmatinae Amyot & Serville, 1843
  - genre Afropiesma Pericart, 1974
  - genre Parapiesma Péricart, 1974
  - genre Piesma Lepeletier & Serville, 1828
  - genre †Eopiesma Nel, Waller & De Ploëg, 2004
  - tribu Heissianini
    - genre Mcateella Drake, 1924
    - genre Miespa Drake, 1948
    - genre †Heissiana Popov, 2001
- sous-famille Psamminae
  - genre Psammium Breddin In Schumacher, 1913
  - genre Saxicoris Slater, 1970
  - genre Sympeplus Bergroth, 1921
- sous-famille Thaicorinae Kormilev, 1969
  - genre Thaicoris Kormilev, 1969